# PubMed Central
PubMed Central (PMC) je besplatni digitalni repozitorij koji arhivira znanstvene članke koji su u cijelosti javno dostupni i koji su objavljeni u biomedicinskim i bioznanstvenim časopisima. Kao jedna od najvećih baza podataka za pretraživanje unutar resursa koje je razvio Nacionalni centar biotehnoloških informacija (NCBI), PubMed Central je mnogo više nego obični repozitorij dokumenata. Postavljanja na PMC prolaze proceduru indeksiranja i formatiranja što rezultira unaprijeđenim metapodatcima, medicinskim ontologijama i jedinstvenim identifikatorima koji svi obogaćuju podatke koji su strukturirani u obliku XML za svaki članak koji je deponiran. Sadržaj na PMC-u može se jednostavno međupovezati s brojnim drugim NCBI-ovim bazama podataka a može im se pristupiti preko sustava za pretragu i pristup Entrez, čim se još poboljšava javna mogućnost besplatno otkriti, čitati i nadograditi ovaj portfelj biomedicinskog znanja.
PubMed Central nije isto što i PubMed. To su dva servisa koja su vrlo različita u svojoj biti. Dok je PubMed pretraživa baza podataka biomedicinskih citata i sažetaka, puni sadržaj članka koji je referenciran u PubMed-ovom zapisu fizički se nalazi na drugom mjestu, ponekad u tiskanom obliku, ponekad online, ponekad besplatno, ponekad iza pretplatnog zida gdje je dostupan samo pretplatnicima. PubMed Central je besplatna digitalna arhiva članaka, dostupna svatkom od svagdje služeći se osnovnim internetskim preglednikom. Cijeli tekst svih članaka na PubMed Centralu je besplatan za čitanje, s time da se za daljne korištenje primjenjuju različite pristojbe.